# Tropidion flavipes
Tropidion flavipes är en skalbaggsart som först beskrevs av Thomson 1867.  Tropidion flavipes ingår i släktet Tropidion och familjen långhorningar. Inga underarter finns listade i Catalogue of Life.